# ماري كلود ماتي مولر
ماري كلود ماتي مولر عالمة أنثروبولوجيا فرنسية فنزويلية، وعالمة لغوية عرقية، وأستاذة في الجامعة المركزية في فنزويلا. نشرت العديد من الأعمال حول اللغات الأصلية في فنزويلا. في عام 2009 حصل ماتي مولر على الجائزة الوطنية للعلوم والتكنولوجيا في العلوم الاجتماعية جنبًا إلى جنب مع جاسينتو سيروي.